# Eva Marie
Natalie Eva Marie Nelson (* 19. September 1984 in Walnut Creek, Kalifornien) ist eine US-amerikanische Wrestlerin. Sie stand zuletzt bei der WWE unter Vertrag.

## Wrestling-Karriere

### World Wrestling Entertainment (2013–2017)
Nach einem vierwöchigen Tryout unterschrieb sie bei der WWE einen Entwicklungsvertrag und begann ihr Training im WWE Performance Center. Im Mai 2013 trat sie der neuen Reality-Show von WWE und E! Mit dem Titel Total Divas bei. Sie gab ihr Main Roster Debüt nach zwei Wochen. Ihren ersten Auftritt hatte sie am 1. Juli 2013 bei Raw. Bei der Survivor Series 2013 besiegten sie die True Divas in einem Survivor Series Elimination Match. Am 14. Februar 2014 kehrte sie in die Shows von SmackDown zurück und besiegte Alicia Fox. Am 6. April bestritt sie ein Match bei WrestleMania um die WWE Divas Championship, dieses konnte sie jedoch nicht gewinnen.
Am 7. August 2014 bestritt sie bei NXT ein Match gegen Bayley, dieses verlor sie jedoch. Nach einer Verletzungspause kehrte sie am 9. März 2015 zurück. Am 3. Juni absolvierte sie einen weiteren Auftritt bei NXT. Bei der Ausgabe vom 24. Juni bat sie William Regal um eine Aufnahme bei NXT. Am 22. Juli besiegte sie Cassie in ihrem Debüt-Match. Sie begann anschließend gegen Carmella zu fehden, diese Fehde konnte sie gewinnen. Sie forderte anschließend Bayley erfolglos um die NXT Women’s Championship heraus. Am 27. April bestritt sie ihr letztes Match bei NXT gegen Asuka, dieses verlor sie.
Am 28. März kehrte sie zum Main-Roster zurück und half ihren Total Divas Kolleginnen. Dies führte zu einem Match des Team Total Divas und Team B.A.D. bei WrestleMania 32, dieses konnte von den Total Divas gewonnen werden. Nach Abwesenheit kehrte sie am 26. Juli zurück in die Shows von SmackDown, nachdem sie nach dem Draft dorthin versetzt worden war. Am 18. August wurde sie aufgrund eines Verstoßes gegen die Wellness Policy für 30 Tage suspendiert. Am 4. August 2017 gab WWE ihre Entlassung bekannt.

### Rückkehr zu World Wrestling Entertainment (2020–2021)
Am 12. Oktober 2020 wurde bekannt gegeben, dass sie einen neuen Vertrag bei der WWE unterschrieben hat. Am 3. Mai 2021 wurde eine Vignette von ihr gezeigt, welche ihre Rückkehr zu Raw ankündigt. Am 14. Juni 2021 kehrte sie an der Seite von Piper Niven bei Raw zurück. Am 4. November 2021 wurde sie von der WWE entlassen.

## Wrestling-Erfolge
- World Wrestling Entertainment
  - WWE Diva Search (2013)